# Simon Bright
Simon Bright ist ein Szenenbildner und Artdirector, der vor allem für seine Arbeit bei der Herr-der-Ringe-Trilogie und den Hobbit-Filmen bekannt ist. Bei der Oscarverleihung 2006 war er für King Kong zusammen mit Grant Major und Dan Hennah für einen Oscar in der Kategorie Bestes Szenenbild nominiert. Seine Arbeit bei Der Hobbit: Eine unerwartete Reise brachte ihm 2013 zusammen mit Dan Hennah und Ra Vincent eine weitere Oscar-Nominierung ein. Ferner wurden sie mit einem Saturn Award ausgezeichnet. Bislang wurde Bright zweimal von der Art Directors Guild geehrt, hinzu kommen mehrere Nominierungen für den Excellence in Production Design Award.
Bright tritt seit Mitte der 1990er Jahre im Filmgeschäft in Erscheinung und war an mehr als 15 Produktionen, darunter mehrere Filme von Peter Jackson, beteiligt.

## Filmographie
- 1996: The Frighteners
- 1997: Spur des Grauens (Aberration)
- 1999: The Tribe – Welt ohne Erwachsene (The Tribe, Fernsehserie)
- 1999: A Twist in the Tale (Fernsehserie)
- 2001: Der Herr der Ringe: Die Gefährten (The Lord of the Rings: The Fellowship of the Ring)
- 2002: Der Herr der Ringe: Die zwei Türme (The Lord of the Rings: The Two Towers)
- 2002–2003: Revelations (Fernsehserie)
- 2003: Der Herr der Ringe: Die Rückkehr des Königs (The Lord of the Rings: The Return of the King)
- 2004: Trouble ohne Paddel (Without a Paddle)
- 2005: King Kong
- 2005: RKO Production 601: The Making of „Kong, the Eighth Wonder of the World“ (Dokumentarfilm, Video/DVD)
- 2006: Black Sheep
- 2007: Mein Freund, der Wasserdrache (The Water Horse: Legend of the Deep)
- 2009: In meinem Himmel (The Lovely Bones)
- 2009: Avatar – Aufbruch nach Pandora (Avatar)
- 2012: Der Hobbit: Eine unerwartete Reise (The Hobbit: An Unexpected Journey)
- 2013: Der Hobbit: Smaugs Einöde (The Hobbit: The Desolation of Smaug)
- 2014: Der Hobbit: Die Schlacht der Fünf Heere (The Hobbit: The Battle of the Five Armies)
- 2016: Elliot, der Drache (Pete’s Dragon)
- 2017: Ghost in the Shell
- 2018: Mortal Engines: Krieg der Städte (Mortal Engines)
- 2022: Avatar: The Way of Water (Avatar: The Way of Water)